# Atletiek op de Gemenebestspelen 2014
Atletiek is een van de sporten die beoefend werden op de Gemenebestspelen 2014. Het atletiektoernooi vond plaats van 27 juli tot en met 2 augustus op Hampden Park.

## Medailles

### Mannen
| Onderdeel            | Goud                                                                                              | Goud     | Zilver | Zilver   | Brons                                                                                  | Brons    |
| -------------------- | ------------------------------------------------------------------------------------------------- | -------- | --- | -------- | -------------------------------------------------------------------------------------- | -------- |
| 100 m                | Kemar Bailey-Cole Jamaica                                                                         | 10,00    | Adam Gemili Engeland                                                                                       | 10,10    | Nickel Ashmeade Jamaica                                                                | 10,12    |
| 200 m                | Rasheed Dwyer Jamaica                                                                             | 20,14    | Warren Weir Jamaica                                                                                        | 20,26    | Jason Livermore Jamaica                                                                | 20,32    |
| 400 m                | Kirani James Grenada                                                                              | 44,24    | Wayde van Niekerk Zuid-Afrika                                                                              | 44,68    | Lalonde Gordon Trinidad en Tobago                                                      | 44,78    |
| 800 m                | Nijel Amos Botswana                                                                               | 1.45,18  | David Rudisha Kenia                                                                                        | 1.45,48  | André Olivier Zuid-Afrika                                                              | 1.46,03  |
| 1500 m               | James Kiplagat Magut Kenia                                                                        | 3.39,31  | Ronald Kwemoi Kenia                                                                                        | 3.39,53  | Nick Willis Nieuw-Zeeland                                                              | 3.39,60  |
| 5000 m               | Caleb Ndiku Kenia                                                                                 | 13.12,07 | Isiah Koech Kenia                                                                                          | 13.14,06 | Zane Robertson Nieuw-Zeeland                                                           | 13.16,52 |
| 10.000 m             | Moses Kipsiro Oeganda                                                                             | 27.56,11 | James Bett Kipkoech Kenia                                                                                  | 27.56,14 | Cameron Levins Canada                                                                  | 27.56,23 |
| 110 m horden         | Andrew Riley Jamaica                                                                              | 13,32    | William Sharman Engeland                                                                                   | 13,36    | Shane Brathwaite Barbados                                                              | 13,49    |
| 400 m horden         | Cornel Fredericks Zuid-Afrika                                                                     | 48,50    | Jehue Gordon Trinidad en Tobago                                                                            | 48,75    | Jeffery Gibson Bahama's                                                                | 48,78    |
| 3000 m steeple       | Jonathan Ndiku Kenia                                                                              | 8.10,44  | Jairus Birech Kenia                                                                                        | 8.12,68  | Ezekiel Kemboi Kenia                                                                   | 8.19,73  |
| 4 × 100 m            | Jamaica Jason Livermore Kemar Bailey-Cole Nickel Ashmeade Usain Bolt Kimmari Roach† Julian Forte† | 37,58    | Engeland Adam Gemili Harry Aikines-Aryeetey Richard Kilty Daniel Talbot James Ellington† Andrew Robertson† | 38,02    | Trinidad en Tobago Keston Bledman Marc Burns Rondel Sorrillo Richard Thompson          | 38,10    |
| 4 × 400 m            | Engeland Conrad Williams Michael Bingham Daniel Awde Matthew Hudson-Smith Nigel Levine†           | 3.00,46  | Bahama's Latoy Williams Michael Mathieu Alonzo Russell Chris Brown Andretti Bain†                          | 3.00,51  | Trinidad en Tobago Lalonde Gordon Jarrin Solomon Renny Quow Zwede Hewitt Jehue Gordon† | 3.01,51  |
| Marathon             | Michael Shelley Australië                                                                         | 2:11.15  | Stephen Chemlany Kenia                                                                                     | 2:11.58  | Abraham Kiplimo Oeganda                                                                | 2:12.23  |
| Hoogspringen         | Derek Drouin Canada                                                                               | 2,31     | Kyriakos Ioannou Cyprus                                                                                    | 2,28     | Michael Mason Canada                                                                   | 2,25     |
| Polsstokhoogspringen | Steven Lewis Engeland                                                                             | 5,55     | Luke Cutts Engeland                                                                                        | 5,55     | Shawnacy Barber Canada                                                                 | 5,45     |
| Verspringen          | Greg Rutherford Engeland                                                                          | 8,20     | Zarck Visser Zuid-Afrika                                                                                   | 8,12     | Rushwahl Samaai Zuid-Afrika                                                            | 8,08     |
| Hink-stap-sprong     | Godfrey Khotso Mokoena Zuid-Afrika                                                                | 17,20    | Tosin Oke Nigeria                                                                                          | 16,84    | Arpinder Singh India                                                                   | 16,63    |
| Kogelstoten          | O'Dayne Richards Jamaica                                                                          | 21,61    | Tom Walsh Nieuw-Zeeland                                                                                    | 21,19    | Tim Nedow Canada                                                                       | 20,59    |
| Discuswerpen         | Vikas Gowda India                                                                                 | 63,64    | Apostolos Parellis Cyprus                                                                                  | 63,32    | Jason Morgan Jamaica                                                                   | 62,34    |
| Kogelslingeren       | James Steacy Canada                                                                               | 74,16    | Nicholas Miller Engeland                                                                                   | 72,99    | Mark Dry Schotland                                                                     | 71,64    |
| Speerwerpen          | Julius Yego Kenia                                                                                 | 83,87    | Keshorn Walcott Trinidad en Tobago                                                                         | 82,67    | Hamish Peacock Australië                                                               | 81,75    |
| Tienkamp             | Damian Warner Canada                                                                              | 8282     | Ashley Bryant Engeland                                                                                     | 8109     | Kurt Felix Grenada                                                                     | 8070     |

† Atleten die in de series van een estafette liepen, maar niet in de finale.

### Vrouwen
| Onderdeel            | Goud | Goud     | Zilver                                                                                              | Zilver   | Brons                                                                                            | Brons    |
| -------------------- | --- | -------- | --------------------------------------------------------------------------------------------------- | -------- | ------------------------------------------------------------------------------------------------ | -------- |
| 100 m                | Blessing Okagbare Nigeria                                                                                            | 10,85    | Veronica Campbell-Brown Jamaica                                                                     | 11,03    | Kerron Stewart Jamaica                                                                           | 11,07    |
| 200 m                | Blessing Okagbare Nigeria                                                                                            | 22,25    | Jodie Williams Engeland                                                                             | 22,50    | Bianca Williams Engeland                                                                         | 22,58    |
| 400 m                | Stephenie Ann McPherson Jamaica                                                                                      | 50,67    | Novlene Williams-Mills Jamaica                                                                      | 50,86    | Christine Day Jamaica                                                                            | 51,09    |
| 800 m                | Eunice Sum Kenia | 2.00,51  | Linsey Sharp Schotland                                                                              | 2.01,34  | Winnie Nanyondo Oeganda                                                                          | 2.01,38  |
| 1500 m               | Faith Chepngetich Kipyegon Kenia                                                                                     | 4.08,94  | Laura Weightman Engeland                                                                            | 4.09,24  | Kate Van Buskirk Canada                                                                          | 4.09,41  |
| 5000 m               | Mercy Cherono Kenia                                                                                                  | 15.07,21 | Janet Kisa Kenia                                                                                    | 15.08,90 | Jo Pavey Engeland                                                                                | 15.08,96 |
| 10.000 m             | Joyce Chepkirui Kenia                                                                                                | 32.09,35 | Florence Kiplagat Kenia                                                                             | 32.09,48 | Emily Chebet Kenia                                                                               | 32.10,82 |
| 100 m horden         | Sally Pearson Australië                                                                                              | 12,67    | Tiffany Porter Engeland                                                                             | 12,80    | Angela Whyte Canada                                                                              | 13,02    |
| 400 m horden         | Kaliese Spencer Jamaica                                                                                              | 54,10    | Eilidh Child Schotland                                                                              | 55,02    | Janieve Russell Jamaica                                                                          | 55,64    |
| 3000 m steeple       | Purity Kirui Kenia                                                                                                   | 9.30,96  | Milcah Chemos Cheywa Kenia                                                                          | 9.31,30  | Joan Kipkemoi Kenia                                                                              | 9.33,34  |
| 4 × 100 m            | Jamaica Kerron Stewart Veronica Campbell-Brown Schillonie Calvert Shelly-Ann Fraser-Pryce Elaine Thompson†           | 41,83    | Nigeria Gloria Asumnu Blessing Okagbare Dominique Duncan Lawreta Ozoh Patience George†              | 42,92    | Engeland Asha Philip Bianca Williams Jodie Williams Ashleigh Nelson Anyika Onuora† Louise Bloor† | 43,10    |
| 4 × 400 m            | Jamaica Christine Day Novlene Williams-Mills Anastasia le-Roy Stephanie McPherson Janieve Russel† Shericka Williams† | 3.23,82  | Nigeria Patience George Regina George Ada Benjamin Folashade Abugan Funke Oladoye† Omolara Omotoso† | 3.24,71  | Engeland Christine Ohuruogu Shana Cox Kelly Massey Anyika Onuora Emily Diamond† Margaret Adeoye† | 3.27,24  |
| Marathon             | Flomena Cheyech Daniel Kenia                                                                                         | 2:26.45  | Caroline Kilel Kenia                                                                                | 2:27.10  | Jessica Trengove Australië                                                                       | 2:30.12  |
| Hoogspringen         | Eleanor Patterson Australië                                                                                          | 1,94     | Isobel Pooley Engeland                                                                              | 1,92     | Levern Spencer Saint Lucia                                                                       | 1,92     |
| Polsstokhoogspringen | Alana Boyd Australië                                                                                                 | 4,50     | Sally Peake Wales                                                                                   | 4,25     | Alysha Newman Canada                                                                             | 3,80     |
| Polsstokhoogspringen | Alana Boyd Australië                                                                                                 | 4,50     | Sally Peake Wales                                                                                   | 4,25     | Sally Scott Engeland                                                                             | 3,80     |
| Verspringen          | Ese Brume Nigeria | 6,56     | Jazmin Sawyers Engeland                                                                             | 6,54     | Christabel Nettey Engeland                                                                       | 6,49     |
| Hink-stap-sprong     | Kimberly Williams Jamaica                                                                                            | 14,21    | Laura Samuel Engeland                                                                               | 14,09    | Ayanna Alexander Trinidad en Tobago                                                              | 14,01    |
| Kogelstoten          | Valerie Adams Nieuw-Zeeland                                                                                          | 19,88    | Cleopatra Borel Trinidad en Tobago                                                                  | 18,57    | Julie Labonte Canada                                                                             | 17,58    |
| Discuswerpen         | Dani Samuels Australië                                                                                               | 64,88    | Seema Antil Punia India                                                                             | 61,61    | Jade Lally Engeland                                                                              | 60,48    |
| Kogelslingeren       | Sultana Frizell Canada                                                                                               | 71,97    | Julia Ratcliffe Nieuw-Zeeland                                                                       | 69,96    | Sophie Hitchon Engeland                                                                          | 68,72    |
| Speerwerpen          | Kimberley Mickle Australië                                                                                           | 65,96    | Sunette Viljoen Zuid-Afrika                                                                         | 63,19    | Kelsey-Lee Roberts Australië                                                                     | 62,95    |
| Zevenkamp            | Brianne Theisen-Eaton Canada                                                                                         | 6597     | Jessica Zelinka Canada                                                                              | 6295     | Jessica Taylor Engeland                                                                          | 5826     |

### Onderdelen voor gehandicapten
| Onderdeel             | Goud                            | Goud    | Zilver                         | Zilver  | Brons                    | Brons   |
| Mannen                | Mannen                          | Mannen  | Mannen                         | Mannen  | Mannen                   | Mannen  |
| --------------------- | ------------------------------- | ------- | ------------------------------ | ------- | ------------------------ | ------- |
| 100 m T37             | Fanie van der Merwe Zuid-Afrika | 11,65   | Charl du Toit Zuid-Afrika      | 11,89   | Rhys Jones Wales         | 12,04   |
| 1500 m (rolstoel) T54 | David Weir Engeland             | 3.21,67 | Kurt Fearnley Australië        | 3.23,08 | Alex Dupont Canada       | 3.23,26 |
| Discuswerpen F42/44   | Dan Greaves Engeland            | 59,21   | Aled Davies Wales              | 46,83   | Richard Okigbazi Nigeria | 39,38   |
| Vrouwen               |                                 |         |                                |         |                          |         |
| 100 m T12             | Libby Clegg Schotland           | 12,20   | Maria Elisa Muchavo Mozambique | 13,33   | Lahja Ishitile Namibië   | 13,48   |
| 1500 m (rolstoel) T54 | Angela Ballard Australië        | 3.59,20 | Diane Roy Canada               | 3.59,55 | Jade Jones Engeland      | 4.00,19 |
| Verspringen F37/38    | Jodi Elkington Australië        | 4,39    | Bethy Woodward Engeland        | 4,00    | Johanna Benson Namibië   | 3,82    |

† Atleten die in de series van een estafette liepen, maar niet in de finale.

## Medailleklassement
| Plaats | Land               | Goud | Zilver | Brons | Totaal |
| 1      | Kenia              | 10   | 10     | 3     | 23     |
| 2      | Jamaica            | 10   | 3      | 6     | 19     |
| 3      | Australië          | 8    | 1      | 3     | 12     |
| 4      | Engeland           | 5    | 13     | 9     | 27     |
| 5      | Canada             | 5    | 2      | 10    | 17     |
| 6      | Zuid-Afrika        | 3    | 4      | 2     | 9      |
| 7      | Nigeria            | 3    | 3      | 1     | 7      |
| 8      | Nieuw-Zeeland      | 1    | 2      | 2     | 5      |
| 9      | Schotland          | 1    | 2      | 1     | 4      |
| 10     | India              | 1    | 1      | 1     | 3      |
| 11     | Oeganda            | 1    | 0      | 2     | 3      |
| 12     | Grenada            | 1    | 0      | 1     | 2      |
| 13     | Botswana           | 1    | 0      | 0     | 1      |
| 14     | Trinidad en Tobago | 0    | 3      | 4     | 7      |
| 15     | Wales              | 0    | 2      | 1     | 3      |
| 16     | Cyprus             | 0    | 2      | 0     | 2      |
| 17     | Mozambique         | 0    | 1      | 0     | 1      |
| 18     | Namibië            | 0    | 0      | 2     | 2      |
| 19     | Bahama's           | 0    | 1      | 1     | 2      |
| 20     | Barbados           | 0    | 0      | 1     | 1      |
| 20     | Saint Lucia        | 0    | 0      | 1     | 1      |
| Totaal | Totaal             | 50   | 50     | 51    | 151    |